# Kultura iberomauruzyjska

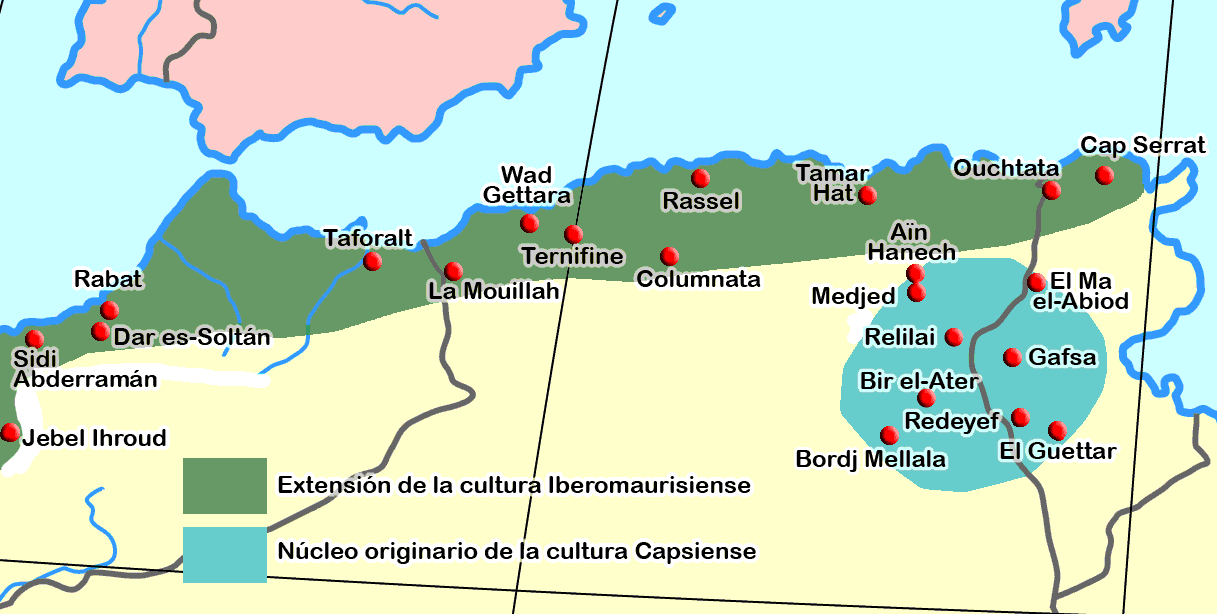
Zasięg kultury iberomauruzyjskiej i kultury kapskiej

Kultura iberomauruzyjska – zespół zjawisk kulturowych utożsamianych z omawianą kulturą obejmował swym zasięgiem obszary Maghrebu. Rozwój owej jednostki kulturowej wyznaczają daty od ok. 20 tys. lat temu do końca plejstocenu. Inwentarz kamienny w owej kulturze reprezentowany jest przez różnego rodzaju zbrojniki. Gospodarka kultury iberomauruzyjskiej miała charakter mieszany, gdyż poświadczone jest stosowanie przez ludność tej kultury polowań na antylopy oraz owce berberyjskie i zbieractwa roślinnego, na co wskazują znaleziska kamieni żarnowych. Z wypalonej gliny wykonywano figurki zoomorficzne, co poświadczone jest na stanowisku Afalou Bou Rhumel znajdującym się we wschodniej części Algierii oraz bransolety, co poświadczone jest na stanowisku jaskiniowym Tamar Hat.